# Dieta de Hay
Dieta de Hay é uma dieta criada por um médico norte-americano, William Howard Hay (1866-1940). Ele criou a dieta com o objetivo de combater as perturbações digestivas. A principal recomendação era que evitasse comer hidratos de carbono (amidos e açúcares), proteínas e frutos ácidos na mesma refeição. Hay mostrou que as proteínas estimulam a produção de ácido no estômago e que o ácido em excesso dificulta a digestão dos hidratos de carbono.
Muitos alimentos contêm proteínas e carboidratos, mas praticamente todos tem umas ou outros em uma porcentagem 20% superior. As exceções são as ervilhas, feijões, lentilhas e amendoins, que foram excluídos por Hay de sua dieta. Os modernos defensores do vegetarianismo, no entanto, voltaram a incluir esses alimentos como fontes de proteínas.
Os alimentos que Hay selecionou para uma refeição com dose suficiente de proteína incluem carne, aves, caça, peixe (incluindo mariscos), ovos, queijo, iogurte, leite e frutas ácidas, como maçãs, damascos (frescos ou secos), groselhas, laranjas, peras e ameixas. O grupo de hidratos de carbono inclui pão (integral), farinha, arroz, frutas doces, como bananas maduras, tâmaras, figos,  passas, batatas e alcachofras.
O terceiro grupo de Hay, o de alimentos neutros, combina bem com qualquer dos outros dois. Pertencem a esse terceiro grupo frutas secas (exceto amendoins), manteiga, natas, gemas de ovos, azeite, óleo de soja, óleos e semente de girassol e de gergelim, ervas aromáticas e todos vegetais verdes e de raiz, exceto batatas e alcachofras.
Hay não baniu o álcool. Para refeições de proteínas, recomendava vinho de mesa seco, tinto ou branco, ou sidra seca. Para refeições de hidrato de carbono, aconselhava a cerveja. O uísque e o gim podem ser bebidos com qualquer tipo de refeição. Tudo deve ser tomado com moderação.